# مورسنگ‌چشم بال‌خال‌دار
مورسنگ‌چشم بال‌خال‌دار (نام علمی: Pygiptila stellaris) نام یک گونه از تیره مورچه‌مرغ است.